# Stendaler Straßenbahn
Die Stendaler Straßenbahn AG war die 1892 gegründete Vorläuferin des heutigen Stadtverkehrs in der größten Stadt der Altmark im Land Sachsen-Anhalt und wurde stets als Pferdestraßenbahn betrieben. Sie wurde im Jahr 1926 durch einen Autobus-Betrieb ersetzt.

## Geschichte
Um die Wende vom 19. zum 20. Jahrhundert war Stendal mit rund 25.000 Einwohnern der lebhafte und wohlhabende Mittelpunkt eines weiten Agrarlandes in der preußischen Provinz Sachsen. Der Kern der Innenstadt lag etwa ein bis zwei Kilometer nördlich des Staatsbahnhofs. Außerdem gab es den Ostbahnhof, von dem die Züge der Stendaler Kleinbahnen nach Arendsee und Arneburg ausgingen; doch der war vom Stadtzentrum fast genau so weit entfernt wie der andere Bahnhof.
Wie in vielen Städten dieser Größe wurde ein öffentliches Verkehrsmittel erforderlich, um die Wege der Einwohner und Besucher zu verkürzen. 1891 gründeten Privatleute die Stendaler Straßenbahn AG, die am 3. Juni 1892 eine 2,4 Kilometer lange Pferdestraßenbahn in Betrieb nahm. Die Strecke mit einer Spurweite von 1000 mm (Meterspur) führte vom Bahnhof durch die Bahnhofstraße zum Tangermünder Tor und weiter in nördlicher Richtung über die Schadewachtenstraße und Breite Straße bis zu ihrem Endpunkt nahe dem Uenglinger Tor.
Diese Verbindung erfüllte jedoch nicht alle Wünsche der Einwohner. So gründeten zahlreiche Bürger der Stadt, aber auch aus der Umgebung am 7. Mai 1909 die Neue Straßenbahn AG (in Stendal). Schon am 28. Oktober 1909 wurde der erste Teil einer weiteren Pferdebahnstrecke eröffnet, die am 15. November 1909 mit drei Kilometer Länge vollständig fertiggestellt war. Sie führte ebenfalls vom Bahnhof durch die Altstadt zum Uenglinger Tor, ging aber dann über die Arneburger Straße weiter zum Ostbahnhof. Ein weiterer Unterschied zur älteren Pferdebahnlinie war, dass über die Frommhagen- und die Nikolaistraße zum Dom, dann durch die Hallstraße zum Markt und weiter über die Winckelmannstraße gefahren wurde.
Während des Ersten Weltkrieges wurde wegen Personalmangels nur noch eine Linie bedient, die Streckenabschnitte beider Gesellschaften benutzte. Im Oktober 1921 kam es dann zur Vereinigung der beiden Gesellschaften, indem die Neue Straßenbahn AG die Stendaler Straßenbahn AG übernahm. Nachdem man 1923 ein 200 Meter langes Verbindungsstück durch die Karlstraße gelegt hatte, fuhr man vom Bahnhof zunächst auf der Strecke der jüngeren Gesellschaft bis zum Dom, dann hinüber zur Breiten Straße und dann wieder auf der „neuen“ Strecke bis zum Ostbahnhof, insgesamt 2,9 Kilometer.
Allerdings wurde ab 1925 von dem neuen Unternehmen der Name Stendaler Straßenbahn AG geführt, bis sie sich am 22. Juni 1928 in Stendaler Verkehrsgesellschaft AG umbenannte. Der Grund lag darin, dass die Pferdestraßenbahn am 15. Oktober 1926 durch einen Omnibus-Betrieb ersetzt worden war, der bei Beginn des Zweiten Weltkrieges im Herbst 1939 sechs Omnibusse besaß. Damit wurden zwei Stadtlinien von sieben Kilometer und eine Überlandlinie nach Borstel von 6,5 Kilometer Länge bedient.